# Karel Čurda
Karel Čurda (10 de octubre de 1911 en Nová Hlína cerca de Třeboň, Imperio austrohúngaro-29 de abril de 1947 en Praga, Checoslovaquia) fue un soldado checo miembro del Ejército checo en el exilio durante la Segunda Guerra Mundial.
Tras haber logrado escapar de la Checoslovaquia ocupada por los nazis, Karel Čurda se integró a las fuerzas checoslovacas en el exilio en Gran Bretaña. Tras ser entrenado por oficiales británicos, el Sargento mayor Čurda fue enviado de regreso a su país junto a un comando con varios otros hombres, entre ellos el checo Jan Kubiš y el eslovaco Jozef Gabčík, encargados de planificar y ejecutar el asesinato del Reichsprotektor del Protectorado de Bohemia y Moravia, el importante líder nazi Reinhard Heydrich, en mayo de 1942.
Tras el cumplimiento de esta misión, y ante el inicio de las represalias alemanas contra la población civil, Čurda se ofreció a delatar a sus compañeros, así como a revelar el escondite que habían conseguido en Praga, pidiendo a cambio el fin de las represalias y la recompensa ofrecida por cada cabeza.
Con los datos entregados por Čurda los agentes de la SS y la Gestapo lograron ubicar y matar a los hombres del comando checoslovaco que mató a Heydrich, dándoles muerte tras un violento combate en la Catedral de Santos Cirilo y Metodio de la capital checa, pero las brutales represalias contra civiles no cesaron. Los nazis pagaron a Čurda una recompensa de 20 millones de coronas checoslovacas (casi 2 millones de Reichsmark alemanes) y le otorgaron una nueva identidad como «Karl Jerhot». Čurda se casó poco después con una mujer alemana y aceptó trabajar como espía al servicio de la Gestapo en territorio checo por el resto de la guerra.
Después de la guerra, Čurda fue rastreado y capturado por los partisanos checoslovacos y entregado a las autoridades. Cuando se le preguntó en el juicio «¿cómo pudo traicionar a sus camaradas?», Čurda respondió: «Creo que usted habría hecho lo mismo por un millón de Reichsmarks».
Karel Čurda fue declarado culpable de traición y ahorcado el 29 de abril de 1947 en la prisión de Pankrác, en Praga junto al también colaborador de la Gestapo, Viliam Gerik.